# 胡婷婷
胡婷婷（1979年9月11日—），台灣女演員。
籍貫吉林省永吉縣；生於英國英格蘭牛津，在台灣長大，擁有英國與中華民國雙重國籍。高中就讀於臺北市立景美女子高級中學，大學就讀於美國杜克大學取得公共政策學士學位、英國牛津大學公共政策研究所碩士學位，婚後至今居於美國。

## 個人生活
- 父親為前任臺中市市長胡志強。
- 母親為演員邵曉鈴。

- 2013年1月15日與港澳重唱組合Soler的Julio在臺中七期完成婚禮。[1]
- 2014年1月27日發表聲明，宣布兩人和平分手[2]，其父胡志強證實兩人當初並沒有完成結婚登記[3]。
- 2016年6月21日與好友的律師Adam在紐約登記結婚[4]，2018年10月誕下一子[5]。

## 演出作品

### 電視劇
| 年份   | 中文片名                         | 英文片名                                  | 飾演     | 播出頻道        |
| 2005年 | 陰陽界                           | Afterlife                                 | 華人女性 | ITV             |
| 2005年 | 反恐現場-女煞星(第三季第一集)    | Ultimate Force-Deadlier Than the Male     | Mary     | ITV             |
| 2006年 | 無聲的見證(總站: 第一段)         | Silent Witness(Terminus: Part 1)          | Verity   | 英國廣播公司    |
| 2007年 | 一個旋風(第三季)                 | Un Ciclone in Famiglia(Episode #3)        | May Lee  | 義大利-Prima TV |
| 2007年 | 星級酒店(第二季第三集)           | Hotel Babylon(Episode #2.3)               | Anna     | 英國廣播公司    |
| 2007年 | 應召女郎的秘密日記(第一季第八集) | Secret Diary of a Call Girl(Episode #1.8) | Carol    | ITV2            |
| 2011年 | 姊妹                             | Sisters                                   | 江如芬   | 台視            |
| 2012年 | 愛情替聲                         | Substitute For Love'                      | 琳達     | 公共電視        |
| 2014年 | 刑法第274條                      | Article 274                               | 羅家芳   | 公共電視        |

### 電影
| 年份 | 導演             | 中文片名             | 英文片名                          | 飾演                | 合作演員                                                                           |
| 2004 | Beeban Kidron    | BJ單身日記：男人禍水 | Bridget Jones: The Edge of Reason | 泰國人妖妓女        | 芮妮·齊薇格、休·葛蘭、柯林·佛斯、詹姆斯·福克納、傑茜達·芭瑞特                      |
| 2006 | 安東尼·明格拉    | 非法入侵             | Breaking and Entering             | Weiping             | 裘德·洛、茱麗葉畢諾許、羅蘋·萊特、馬丁·費里曼、韋娜·法米加                         |
| 2008 | 張倫             | 北京等待             | Waiting in Beijing                | Nancy               | Kelly Nyks 、宋琇萱、Talayeh Ashrafi                                               |
| 2008 | 劉國昌           | 彈道                 | Ballistic                         | 蕭淑媛/鬼鬼/刑警    | 任達華、張孝全、曾愷玹、沈孟生、方季惟、柯俊雄、張國柱、戴立忍、周詠軒、張翰、王道 |
| 2008 | Monika Treut     | 曖昧                 | Ghosted                           | 湄黎                | Inga Busch、柯奐如、陸弈靜、高捷                                                   |
| 2012 | 陳映蓉           | 騷人                 | Young Dudes                       |                     | 王柏傑、瑞莎、阿部力、邰智源、高英軒                                               |
| 2013 | 北村豐晴、蕭力修 | 阿嬤的夢中情人       | Forever Love                      | 胡莉莉              | 藍正龍、安心亞、王柏傑、吳天心、龍劭華                                             |
| 2014 | 蔡岳勳           | 痞子英雄2：黎明再起  | Black & White Episode 2           | 羅詠真/夜行者連絡官 | 趙又廷、黃渤、林更新、張鈞甯、修杰楷、鄒承恩、李銘順                               |

### 舞台劇
- Soho Theatre Typhooon Play-reading Festivalof the Heart
- Chinese Party
- New Writers Festival: Maybe It's Just Me
- Off-Broadwan, New York: Oracle
- Oracle
- The lliad: Book one
- Emperor's New Vestments
- Carnegie Hall, New York: Electra(Opera by Theodorakis)
- Three Sister (London/2006)
- 寶島一村 (Taiwan/2008)
- 誰家老婆上錯床 (Taiwan/2014)

## 出版作品

### 著作
| 年份   | 書名           | 出版社   | ISBN               |
| 2014年 | 《原來是天使》 | 天下文化 | ISBN 9789863204824 |